# 아핀 독립 집합
아핀 기하학에서 아핀 독립 집합(affine獨立集合, 영어: affinely independent set)은 모든 점이 남은 점들로 생성된 부분 아핀 공간에 속하지 않는 아핀 공간 속 점들의 집합이다.

## 정의
체 {\displaystyle K} 위의 아핀 공간 {\displaystyle A}의 부분 집합 {\displaystyle I\subseteq A}에 대하여, 다음 세 조건이 서로 동치이며, 이를 만족시키는 {\displaystyle I}를 {\displaystyle A}의 아핀 독립 집합이라고 한다.
- {\displaystyle I=\varnothing }이거나, {\displaystyle (i'-i)_{i'\in I\setminus \{i\}}}가 {\displaystyle V(A)}의 일차 독립 집합이 되는 {\displaystyle i\in I}가 존재한다.
- 임의의 {\displaystyle i\in I}에 대하여, {\displaystyle (i'-i)_{i'\in I\setminus \{i\}}}는 {\displaystyle V(A)}의 일차 독립 집합이다. (여기서 {\displaystyle V(-)}는 주어진 아핀 공간의 평행 이동으로 구성된 벡터 공간을 나타낸다.)
- 임의의 {\displaystyle i\in I}에 대하여, {\displaystyle i\not \in \operatorname {Aff\,Span} _{K}(I\setminus \{i\})}이다. (여기서 {\displaystyle \operatorname {Aff\,Span} _{K}(-)}는 주어진 부분 집합으로 생성된 부분 아핀 공간을 나타낸다.)

아핀 독립 집합이 아닌 부분 집합을 아핀 종속 집합(affine從屬集合, 영어: affinely dependent set)이라고 한다. 이와 유사하게 아핀 독립 중복집합(affine獨立重復集合, 영어: affinely independent multiset)과 아핀 종속 중복집합(affine從屬重復集合, 영어: affinely dependent multiset)을 정의할 수 있다.

## 성질
체 {\displaystyle K} 위의 벡터 공간 {\displaystyle V}의 부분 집합 {\displaystyle I\subseteq V}에 대하여, 다음 두 조건이 서로 동치이다.
- {\displaystyle I}는 아핀 독립 집합이다.
- 임의의 서로 다른 원소 {\displaystyle i_{1},\dots ,i_{n}\in I} 및 {\displaystyle \lambda _{1},\dots ,\lambda _{n}\in K}에 대하여, 만약 {\displaystyle \lambda _{1}i_{1}+\cdots +\lambda _{n}i_{n}=0_{V}}이며 {\displaystyle \lambda _{1}+\cdots +\lambda _{n}=0_{K}}라면, {\displaystyle 0_{K}=\lambda _{1}=\cdots =\lambda _{n}}이다.

체 {\displaystyle K} 위의 아핀 공간 {\displaystyle A}의 유한 부분 집합 {\displaystyle I\subseteq A}에 대하여, 다음 두 조건이 서로 동치이다.
- {\displaystyle I}는 아핀 독립 집합이다.
- {\displaystyle \operatorname {Aff\,Span} _{K}(I)}의 차원은 {\displaystyle |I|-1}이다.

## 예
벡터 공간의 모든 일차 독립 집합은 아핀 독립 집합이다. 아핀 공간 속의 공집합과 모든 한원소 집합, 두원소 집합은 아핀 독립 집합이다. 아핀 공간의 세원소 집합이 아핀 종속 집합일 필요충분조건은 공선점이다. 체 {\displaystyle K} 위의 아핀 공간 {\displaystyle A}의 두 점 {\displaystyle a,b\in A}에 대하여, {\displaystyle \{a,b\}}가 아핀 독립 중복집합일 필요충분조건은 {\displaystyle a\neq b}이다.

## 같이 보기
- 아핀 틀

## 참고 문헌
- Audin, Michèle (2003). 《Geometry》. Universitext (영어). Berlin, Heidelberg: Springer. doi:10.1007/978-3-642-56127-6. ISBN 978-3-540-43498-6. ISSN 0172-5939.
- Berger, Marcel (1987). 《Geometry I》. Universitext (영어). 번역 Cole, Michael; Levy, Silvio. Berlin, Heidelberg: Springer. doi:10.1007/978-3-540-93815-6. ISBN 978-3-540-11658-5. ISSN 0172-5939.
- Gallier, Jean (2011). 《Geometric methods and applications》. Texts in Applied Mathematics (영어) 38 2판. 뉴욕: Springer. doi:10.1007/978-1-4419-9961-0. ISBN 978-1-4419-9960-3. ISSN 0939-2475. LCCN 2011929342.